# Монталиве, Камиль де
Камиль Башассо́н, граф де Монталиве́ (фр. Marthe Camille Bachasson, comte de Montalivet; 25 апреля 1801, Валанс — 4 января 1880, Сен-Буиз) — доверенное лицо и душеприказчик французского короля Луи-Филиппа, пэр Франции.
Сын министра внутренних дел при Наполеоне Жан-Пьера де Монталиве (1766—1823) и внебрачной дочери короля Людовика XV — Аделаиды де Сен-Жермен (1769—1850).

## Биография и деятельность
Познакомившись в качестве члена и секретаря общества «Aide-toi, le ciel t’aidera» с вождями либеральной партии, он после Июльской революции получил в правительстве Лаффитта (2 нояб. 1830 — 13 марта 1831) портфель внутренних дел, в правительстве Казимира Перье (13 марта 1831 — 16 мая 1832) — портфель народного просвещения, а после смерти Перье (1832) занял прежнее место.
Кровавое подавление возникших по поводу похорон генерала Ламарка беспорядков и объявление столицы в осадном положении сделали его управление ненавистным, и 11 октября 1832 года он был вынужден оставить свой пост.
Позже он снова был министром внутренних дел в первом правительстве Тьера (22 февр. 1836 — 6 сент. 1836) и в преобразованном правительстве Моле (6 сент. 1836 −15 апр. 1837).
В качестве заведующего королевскими доходами основал Версальский музей, расширил Лувр и реставрировал замки Фонтенбло, По и Сен-Клу.
После Февральской революции он вернулся к частной жизни и выступал лишь в защиту Луи-Филиппа против нападок со стороны бонапартистов; в 1879 году стал сенатором.
Праправнуком Монталиве был 20-й президент Франции Валери Жискар д’Эстен (1926—2020).

## Сочинения
- «Le roi Louis-Philippe et sa liste civile» (1851),
- «Rien! dix-huit années de gouvernement parlementaire» (1864),
- «La confiscation des biens de la famille d’Orléans» (1871),
- «Casimir Périer et la politique conservatrice en 1831 et 1832» (1874).